# Henri de Joyeuse
Pour les articles homonymes, voir Joyeuse.
Henri de Joyeuse, duc de Joyeuse, comte du Bouchage, est un noble, homme de guerre et prêtre capucin français, nommé en religion « Père Ange », né le 21 septembre 1563 à Toulouse et mort le 28 septembre 1608 à Rivoli en Italie. Il a aussi été lieutenant général de la province du Languedoc puis maréchal de France en 1595.

## Biographie
Henri de Joyeuse est le fils de Guillaume de Joyeuse et de Marie de Batarnay du Bouchage. C'est également le frère d'Anne de Joyeuse et du cardinal François de Joyeuse. Il rejoint ses frères à la cour d'Henri III, qui le nomme grand maître de sa garde-robe.

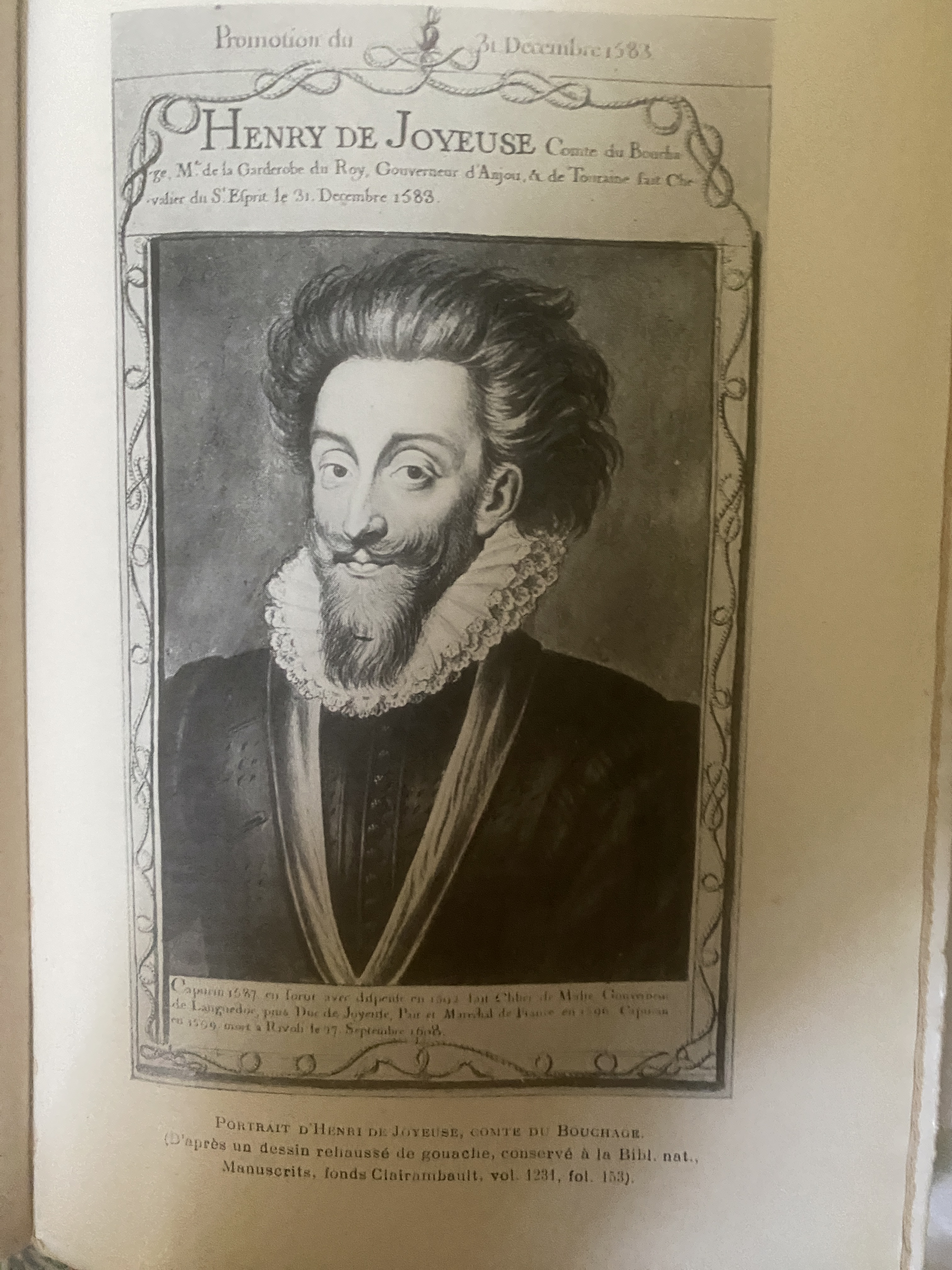
Illustration de "Messieurs de Joteuse" de Pierre Vaissière.

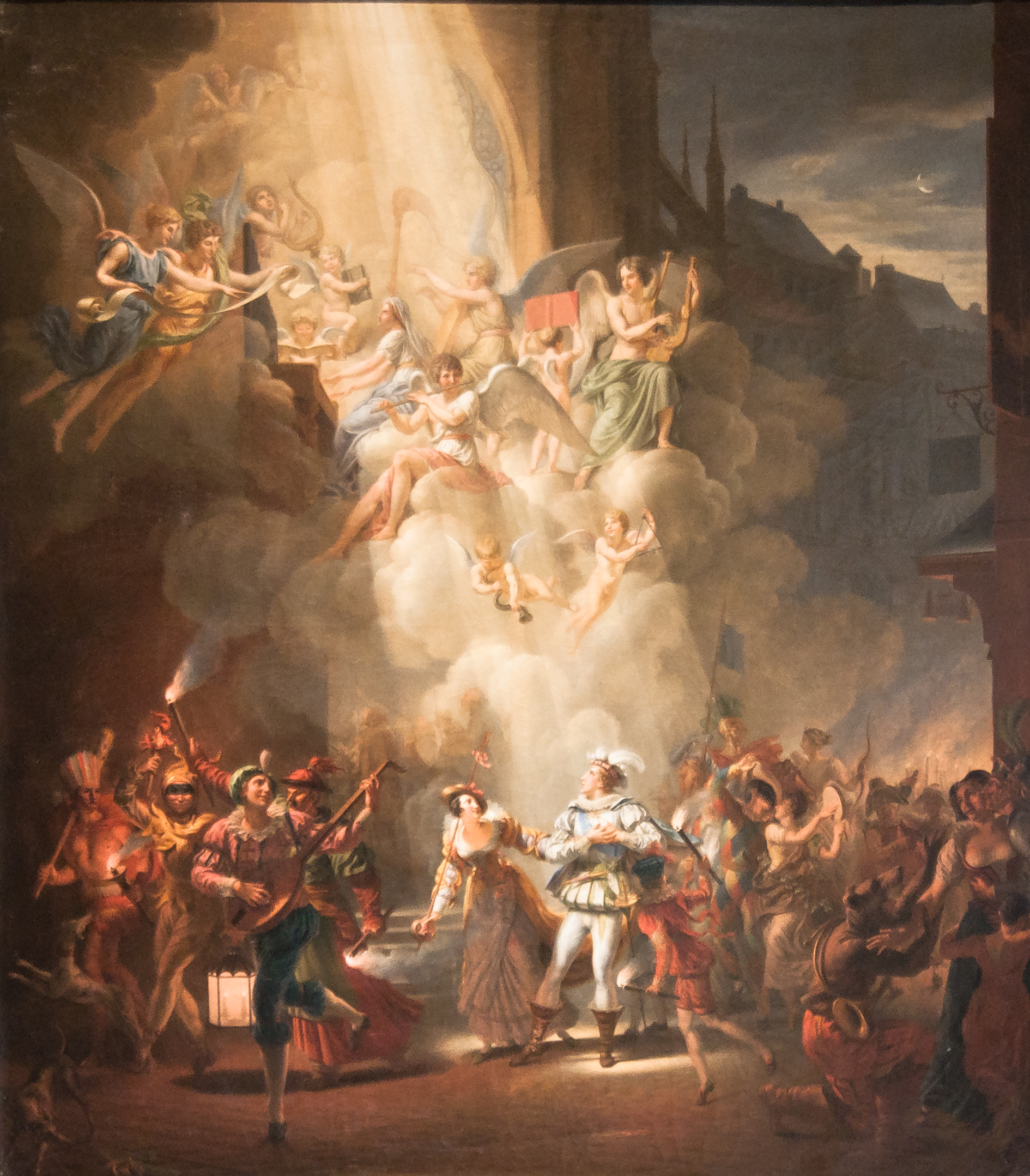
Conversion du duc de Joyeuse, peinture d'histoire de Jean-Charles Tardieu, vers 1819

Le 28 novembre 1581, âgé de 18 ans, il épouse Catherine de Nogaret de La Valette, âgée de 15 ans, sœur du duc d'Épernon. Leur fille, Henriette-Catherine de Joyeuse, naît au Louvre le 10 janvier 1585. La mort de Catherine, le 10 août 1587, convainc le jeune homme de devenir capucin, le 24 septembre 1587, sous le nom de Père Ange. Henri III se précipite au couvent des Capucins, et, découvrant son ancien favori « la tête rasée et les pieds nus, peu s'en fallut qu'il ne tombât pasmé à la renverse ». Le 20 octobre suivant son frère, Anne de Joyeuse, tombe à la bataille de Coutras.
Le père Ange rejoint la Ligue catholique : le 23 octobre 1592, il quitte l'habit et se voit nommé lieutenant général de la province du Languedoc. Toutefois, sous l'influence de son frère François, il finit par négocier son ralliement à Henri IV en janvier 1596 (édit de Folembray), qui le crée maréchal de France. De nouveau capucin à partir de 1599, Henri de Joyeuse (Père Ange) devient un prédicateur renommé et un mystique sujet à des extases. Il est un des premiers à remarquer la valeur de François Leclerc du Tremblay, en religion « Père Joseph », future éminence grise de Richelieu.

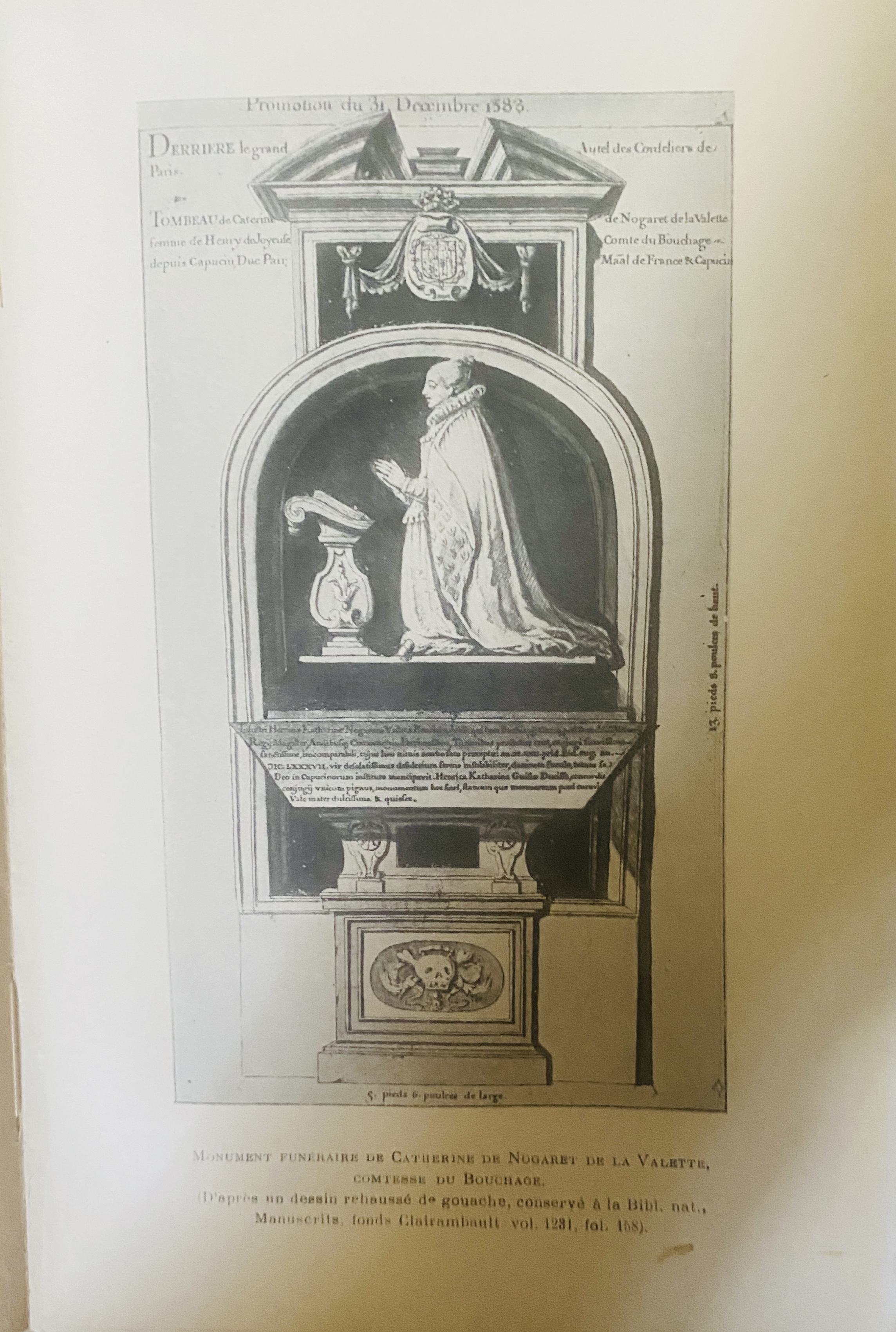
Le tombeau de Catherine du Bouchage.Illustration de "Messieurs de Joyeuse" de Pierre Vaissière.

Il meurt le 28 septembre 1608, au couvent des capucins de Rivoli en Italie. Son corps fut ramené à Paris et inhumé dans l'église du couvent des Capucins Saint-Honoré (ses ossements furent sans doute transférés vers les catacombes de Paris en 1804):
Un portrait de lui est conservé au chateau d'Eu .
Il avait fait don à son ordre d'une statuette de Notre Dame de Paix toujours visible à Paris dans la chapelle de la congrégation des Sacrés Cœurs de Marie et Jésus,.

« Un frère de Joyeuse osa longtemps paraître.

Ce fut lui que Paris vit passer tour à tour

du siècle au fond d'un cloître, et du cloître à la cour :

Vicieux, pénitent, courtisan, solitaire,

Il prit, quitta, reprit la cuirasse et la haire.

Du pied des saints autels arrosés de ses pleurs,

Il courut de la Ligue animer les fureurs,

Et plongea dans le sang de la France éplorée

la main qu'à l'Éternel il avait consacrée »

— Voltaire, La Henriade - Chant IV